# Grabarz pospolity

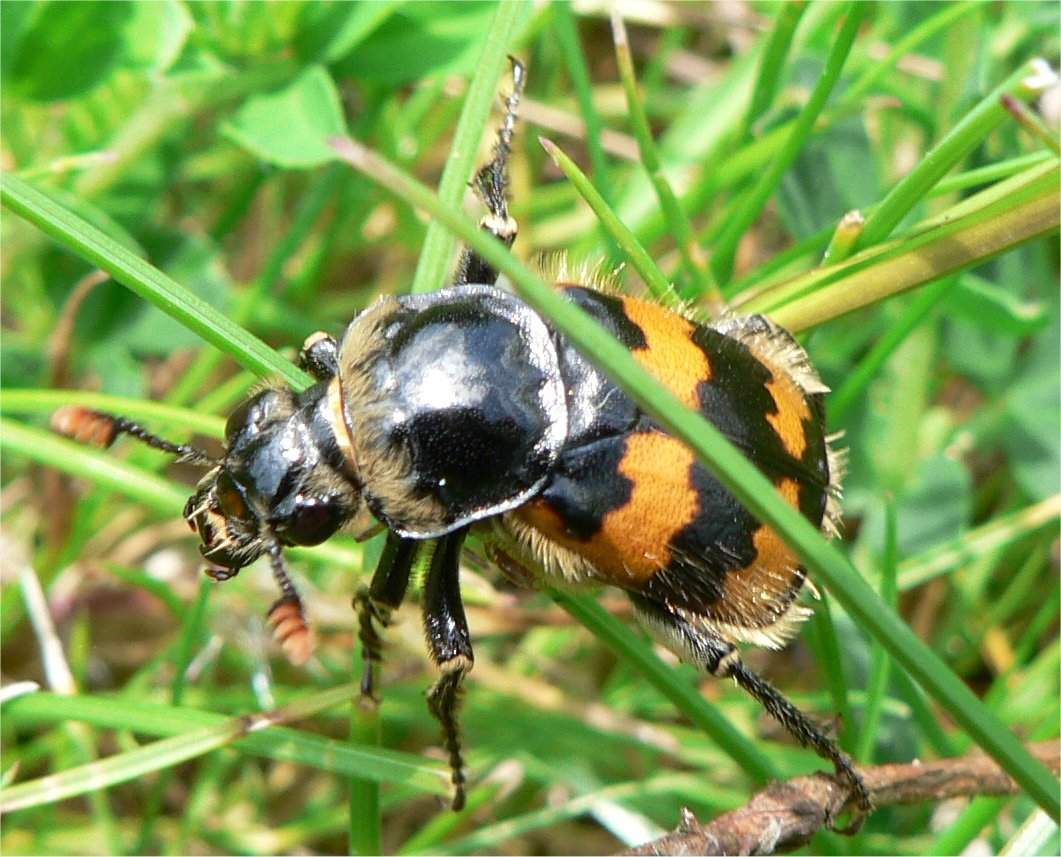
N. vespillo

Grabarz pospolity (Nicrophorus vespillo) – gatunek chrząszcza z rodziny omarlicowatych. 
Chrząszcz o ciele długości 10–24 mm. Ubarwiony czarno z dwiema szerokimi, poprzecznymi, żółto- lub pomarańczowoczerwonymi przepaskami na pokrywach. Czułki zwieńczone 4-członową buławką, w której pierwszy człon jest czarny, a pozostałe żółtoczerwone, niekiedy przyciemnione. Okolice przedniego brzegu przedplecza ma porośnięty żółtymi włoskami, a pozostałą jego część nagą. Żółte włoski porastają tylną ⅓ brzegu pokryw. Występuje kilka wariantów barwnych tego chrząszcza różniących się rozłożeniem żółtopomarańczowych plam na czarnych pokrywach skrzydeł.
Owad rozprzestrzeniony w prawie całej Eurazji, znany także ze Stanów Zjednoczonych. W Polsce pospolity.

## Tryb życia

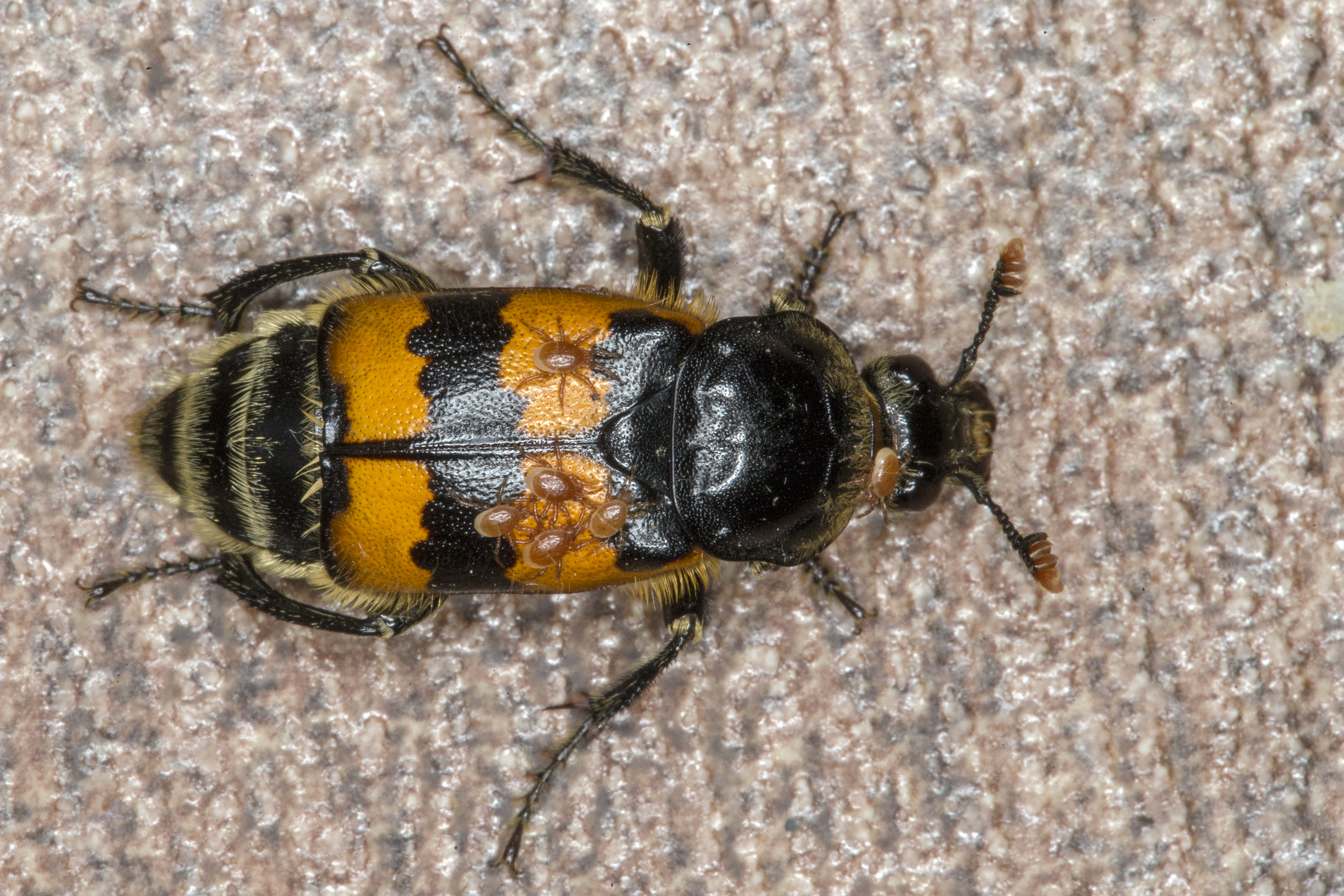
Grabarz pospolity i podróżujące na nim roztocze

Grabarz należy do nekrofauny. Odżywia się martwymi kręgowcami, które odnajduje za pomocą węchu. Samce po odnalezieniu padliny wydzielają charakterystyczny zapach i wydają skrzypiące dźwięki przywabiające samice. Następnie zakopują padlinę. W komorze z padliną samica składa do 15 jaj. Po pięciu dniach wylęgają się larwy, które w ciągu następnych 5–6 dni dwukrotnie linieją. Do drugiej wylinki larwy są karmione przez dorosłe chrząszcze brunatną cieczą powstałą z przetrawionej padliny, później zaczynają żywić się same. Grabarz pospolity posiada trzy stadia larwalne, w każdym z nich larwa ma odmienny wygląd (hipermetamorfoza).
Grabarze pospolite często przenoszą na sobie roztocze (forezja). Te pajęczaki żywią się jajami much złożonymi w padlinie i zazwyczaj nie szkodzą chrząszczom.